# Eiffel Flats
Eiffel Flats est une commune du Mashonaland occidental au Zimbabwe. Elle est située à sept kilomètres à l’est de Kadoma.
Le village est fondé en 1905 comme canton résidentiel pour la mine d'or exploitée par le groupe Rio Tinto et aujourd'hui fermée. 